# Mont-de-Marsan
Mont-de-Marsan (in guascone Lo Mont de Marçan) è un comune francese di 32 316 abitanti, capoluogo del dipartimento delle Landes nella regione Nuova Aquitania.

## Geografia fisica

### Clima
Al centro di un ambiente tipo oceanico, la città gode di un tempo gradevole, caratteristico della regione, anche se talvolta esso può mostrarsi capriccioso, sia nelle temperature basse che in quelle alte.
In inverno esse oscillano fra periodi di clima atlantico mite e periodi freddi, con fenomeni di forti gelate, con da quattro a sei giorni l'anno di nevicate. La primavera è dolce, benché spesso piovosa. In compenso le estati sono particolarmente calde con grossi temporali nei giorni di gran caldo. L'autunno è una stagione luminosa con giornate di elevata escursione termica. Venti a 141 km/h sono stati registrati il 24 gennaio 2009 durante il passaggio della tempesta Klaus, stabilendo il record dal 1981.

## Origini del nome
Le origini del nome sono controverse.
Secondo quanto riportato nelle note storiche a cura del comune, il toponimo Marsan andrebbe ricollegato alla voce indoeuropea aar (= acqua, fiume), mentre secondo il Dictionnaire des Landes di B. e J.J. Féniés sarebbe invece in relazione con il nome latino Martianus.
Una terza spiegazione, che però non è supportata da alcuna fonte archeologica, vedrebbe Marsan derivato da Mars, da un tempio dedicato al dio Marte

## Storia

### Storia antica e medioevale
Ritrovamenti archeologici testimoniano come il luogo fosse occupato già durante il periodo Paleolitico e, in maniera maggiore, in quello Neolitico; altri reperti risalenti al periodo pre-romano, romano ed altomedioevale sono stati ritrovati.
La fondazione ufficiale del borgo, però, risale al 1133, ad opera del visconte Pietro di Marsan, che fece edificare una fortezza sullo sperone alla confluenza dei due fiumi.
Nel 1154 Mont-de-Marsan, in seguito al matrimonio fra Eleonora d'Aquitania e Enrico II d'Inghilterra, passò sotto la dominazione inglese. 
Nel corso dei secoli XII e XIII, il borgo si sviluppò sino a diventare una vera e propria città, con la nascita di nuovi quartieri, un porto fluviale, due conventi e nuove fortificazioni. Mont-de-Marsan rimase inglese sino al 1441.

### Storia moderna
Durante le Guerre di Religione, Mont-de-Marsan divenne dapprima una roccaforte calvinista, ma passò continuamente di mano in mano, subendo continui assedi e conquiste; l'ultima quella del 1583 a opera del futuro re Enrico IV di Francia, che nel 1607 riunì la città alla Corona.
Nel corso dei secoli XVII e XVIII la maggior parte delle fortificazioni, ormai inutili e di ostacolo alla città, vennero rase al suolo.
Durante la seconda guerra mondiale, Mont-de-Marsan fu occupata dalle truppe naziste e attraversata dalla linea di demarcazione fra la zona occupata e la Francia di Vichy; bombardata a più riprese dagli angloamericani, fu liberata il 21 agosto 1944.
Nel 1976 e nel 1977 ha ospitato le edizioni del "Festival punk", creato e organizzato da Marc Zermati, con la partecipazione, tra gli altri di: Eddie and the Hot Rods, The Damned, The Police e The Clash. Dopo un periodo di sospensione, nel 1984, 1985 e 1986 furono svolte altre tre edizioni, che però non ebbero lo stesso successo delle precedenti. Nel 2016 un concerto di Eddie and the Hot Rods ha celebrato il quarantennale dal primo festival.

## Società

### Evoluzione demografica
Abitanti censiti

## Monumenti e luoghi d'interesse
Nel quartiere lungo il fiume Midou:
- Torre Lacataye, che ospita il museo Despiau-Wlérick (scultura figurativa degli anni 1930)
  - Case romane
  - Municipio
  - Chiesa della Maddalena (1830)
- Numerose sculture esposte nelle vie del centro, in particolare nella pedonale rue Gambetta.
- Arena del Plumaçon (corse di tori durante le feste della Maddalena a luglio)
- Chiesa di Saint-Médard (XI XVII secolo)

## Amministrazione

### Gemellaggi
- Alingsås, dal 1956
- Tudela, dal 1986